# Novosadski bras orkestar
Novosadski bras orkestar je orkestar limene duvačke i kompletne ritam sekcije. Osnovan je u maju 2003. godine, sa željom da ispuni prazninu nastalu nestankom Plesnog orkestra RTV Novi Sad i da nastavi tradiciju orkestarskog muziciranja na polju zabavne, filmske, scenske i džez muzike u Novom Sadu.
Tokom svog postojanja orkestar je priredio veliki broj koncerata od kojih se izdvajaju tradicionalni koncerti povodom Svetskog dana muzike, Novosadski džez festival, Filmska muzika, koncert Latino-američke muzike Fiesta latina, božićno-novogodišnja turneja po Vojvodini, Somborsko leto, Beogradsko leto, Zrenjaninsko leto, nastupi na otvaranjima Međunarodnog filmskog festivala na Paliću i Novom Sadu, Sarajevska zima, Sav taj džez i dr. Pored redovne koncertne delatnosti, orkestar u big bend postavci nastupa i na koktel-zabavama sa specijalno za te prilike urađenim programom.
Članovi orkestra sviraju na limenim duvackim instrumentima, klaviru, gitari, bas gitari, bubnjevima,  perkusijama...
Repertoarsku okosnicu u dosadašnjem radu orkestra činila su klasična dela filmske muzike (Harold Arlen, Džon Vilijems, Džeri Goldsmit, Henri Mančini, Mišel Legrand, Nino Rota...), latino-džez standardi (Antonio Karlos Jobim, Sten Gez, Vinicius de Moraes..), klasični džez repertoar (Dejv Brujbek, Pol Dezmon, N. Hefti) dok je naredno repertoarsko proširenje usmereno ka najznačajnijim delima scenske muzike 20. veka.

## Spoljašnje veze
- MySpace stranica orkestra
- Samo muzika - NOVOSADSKI BIG BAND